# بازاریابی و هوش مصنوعی
زمینه‌های بازاریابی و هوش مصنوعی در سیستم‌هایی که در زمینه‌هایی مانند پیش‌بینی بازار، ماشینی شدن فرایندها و تصمیم‌گیری، همراه با افزایش بازده وظایفی که معمولاً توسط انسان انجام می‌شود، به یکدیگر کمک می‌کنند. علم پشت این سیستم‌ها را می‌توان از طریق شبکه‌های عصبی و سیستم‌های خبره، برنامه‌های رایانه ای که پردازش ورودی را بر عهده دارند و خروجی ارزشمندی را برای بازاریابان فراهم می‌کنند، توضیح داد.
سیستم‌های هوش مصنوعی برگرفته شده از فناوری محاسبهٔ اجتماعی می‌توانند در فهم شبکه‌های اجتماعی در وب، استفاده شوند. از روش‌های داده کاوی می‌توان برای برای تحلیل انواع مختلف شبکه‌های اجتماعی استفاده شود. این تجزیه و تحلیل به یک بازاریاب کمک می‌کند تا بازیگران یا گره‌های شبکه‌ها را شناسایی کند، و این‌ها اطلاعاتی هستند که می‌توانند در روش بازاریابی اجتماعی استفاده بشوند.

## شبکه‌های عصبی مصنوعی
شبکه عصبی مصنوعی، نوعی برنامه کامپیوتری است که از مغز و سیستم عصبی انسان الگو گرفته‌است.